# جوان شو تايلور
جوان شو تايلور (بالإنجليزية: Joanne Shaw Taylor)‏ هي مغنية مؤلفة وعازفة قيثارة بريطانية، ولدت في 1986 في إنجلترا في المملكة المتحدة.

## وصلات خارجية
- الموقع الرسمي
- جوان شو تايلور على موقع ميوزك برينز (الإنجليزية)
- جوان شو تايلور على موقع أول ميوزيك (الإنجليزية)
- جوان شو تايلور على موقع ديسكوغز (الإنجليزية)